# Harmannus Helwerda
Harmannus Helwerda (Pieterburen, 14 december 1897 – 28 januari 1974) was een Nederlands politicus van de PvdA. 
Hij werd geboren in de toenmalige Groningse gemeente Eenrum als zoon van Klaas Helwerda (1860-1902) en Annechien Brouwer (1867-1936). Toen hij 4 jaar was overleed zijn vader die smid was, waarna zijn moeder trouwde met een andere smid. Zelf ging hij na het vervullen van zijn dienstplicht rond 1919 werken bij het ministerie van Buitenlandse Zaken. Twee jaar later werd hij onderwijzer in Emmen. Na de bevrijding kwam hij in de Emmense noodgemeenteraad en was daar ook wethouder. In 1946 volgde zijn benoeming tot burgemeester van Roden. 
Vanwege zijn betrokkenheid bij de illegale bouw van een loods kreeg hij rond 1951 een afkoopsom van 1000 gulden opgelegd. Omdat hij dat niet kon betalen benaderde hij de gemeentesecretaris aan wie hij vertelde dat het om 2500 gulden ging. Onder valse voorwendselen wist hij met de gemeentesecretaris voor dat grotere bedrag een lening te regelen maar Helwerda gebruikte dat geld voor iets anders. Hij had bovendien de gemeentesecretaris en de gemeente-architect wijs gemaakt dat zij medeverantwoordelijk waren voor het afbetalen van die 2500 gulden terwijl de afkoopsom intussen zelfs was verlaagd tot 250 gulden. Toen dat uitkwam werd hij in 1952 geschorst, ontslagen en veroordeeld tot een voorwaardelijke gevangenisstraf van acht maanden.
Helwerda overleed begin 1974 op 76-jarige leeftijd. 